# Crosby (Texas)
Crosby statisztikai település az Amerikai Egyesült Államok Texas államában, Harris megyében. Lakosainak száma 3417 fő (2020. április 1.).

## Népesség
A település népességének változása:

| 2010 | 2 299 |
| 2020 | 3 417 |